# 莲花寺石窟
莲花寺石窟，位于中国甘肃省合水县，为一个省级文物保护单位，类型为石窟寺及石刻。
莲花寺石窟的历史年代为唐、宋。

## 摘要
莲花寺是陇东地区重要的石窟寺之一。莲花寺开凿于甘肃省合水县东北 90 公里的太白镇莲花村北侧葫芦河与平定川水交汇口西面山丘的天然崖面上。寺中24个洞窟和佛龛雕刻了上千个雕塑。建造时间从唐高宗李治咸亨文献（公元674年）到宋哲宗赵煦绍圣三年（公元1096年），此窟前后建造几次，历时420年之久。 唐代造像以阿弥陀佛为主，龛型具有明显的时代特征。宋代造像题材丰富，以涅槃像和罗汉像为主体，兼有阿弥陀佛、观音、地藏以及部分释、道题材造像。 莲花寺石窟开凿于盛唐至北宋期间，在平定川一带是除保全寺以外，是规模最大、保存最为完整并且有开窟纪年题记的一处石窟寺，对于研究这一时期石窟寺的造像具有重要参考价值。该石窟 1981 年 9 月被甘肃省人民政府公布为省级重点文物保护单位。

## 窟龛介绍
| 编号 | 铸造年代 | 窟龛形式                                | 造像内容 | 图像 |
| ---- | -------- | --------------------------------------- | --- | ---- |
| 1    | 宋       | 圆拱形小浅龛                            | 正中释迦牟尼（释教像），左侧孔子像（儒教像），右侧老君像（道教像）。龛两侧各雕刻一胁侍立像。                                   |      |
| 2    | 唐       | 圆拱形浅龛                              | 龛内造像分上下两部分。上部正中 一佛，左右侧似二菩萨。下部龛内中间似一坐于象背的菩萨，其两侧各雕一胁侍。                        |      |
| 3    | 唐       | 圆拱形浅龛                              | 正中为一坐佛。左右侧各雕一菩萨坐于低圆台上。                                                                                   |      |
| 4    | 唐       | 尖拱形浅龛                              | 正中一像立于台上，其手掌下方雕一弟子像。                                                                                       |      |
| 5    | 唐       | 圆拱形浅龛                              | 龛内雕刻一佛二弟子二力士。 |      |
| 6    | 宋       | 圆拱形浅龛                              | 龛内正中雕刻一佛。左右壁各雕刻一胁侍菩萨。                                                                                     |      |
| 7    | 唐       | 圆拱形浅龛                              | 龛内雕刻一佛二弟子二菩萨。二层右侧浮雕一卧狮。三层并排雕刻 5 位供养人。                                                        |      |
| 8    | 宋       | 方拱形浅龛                              | 龛内正中雕刻一坐佛，两侧各雕一菩萨立像。                                                                                       |      |
| 9    | 宋       | 圆拱形浅龛                              | 龛内雕刻一坐佛。 |      |
| 10   | 宋       | 方拱形浅龛                              | 龛内雕刻二身坐像 |      |
| 11   | 宋       | 平面横长方形方拱浅龛                    | 龛内正壁雕刻二坐佛。 |      |
| 12   | 宋       | 圆拱形深龛，平面马蹄形，穹窿顶          | 龛内正中雕刻二菩萨，两侧各雕刻一菩萨坐像                                                                                       |      |
| 13   | 宋       | 圆拱形大龛                              | 龛内正中雕一坐佛，右壁各雕一胁侍立像                                                                                           |      |
| 14   | 宋       | 圆拱形大龛，穹窿顶                      | 龛内正中雕二坐佛，两侧各雕刻一立菩萨                                                                                           |      |
| 15   | 宋       | 方拱形龛                                | 龛内正中雕一坐佛，两侧壁各雕刻一菩萨立像。                                                                                     |      |
| 16   | 宋       | 不规则圆拱形龛                          | 龛内造像分上下两层。下层正中为一观音像，观音左各雕刻两身弟子。右侧雕刻三身像。上层并列凿四个小龛，每龛内雕刻一坐像，似为罗汉。 |      |
| 17   | 宋       | 横长方形浅龛                            | 龛内并列雕3身菩萨坐像。 |      |
| 18   | 宋       | 不规则的长方形浅龛                      | 上方并排雕3身佛。下方并列雕刻4身坐佛。右半部分正中雕刻一坐佛，左侧雕刻有两身胁侍，右侧雕刻有一身胁侍。                         |      |
| 19   | 宋       | 圆拱形小龛，在龛内正壁减地雕刻 尖形龛楣 | 龛内下部正中雕刻一佛，两侧各雕刻一胁侍，已被人为凿毁。佛座下方凿有三个浅龛，每龛内各雕刻一供养人。                             |      |
| 20   | 唐       | 圆拱形小浅龛                            | 龛内雕一佛二弟子二菩萨。 龛下沿台座分两层，上层左右各雕一狮子，下层雕 6 身供养人。                                             |      |
| 21   | 宋       | 摩崖高浮雕群像                          | 龛内表现释迦牟尼涅槃后五百罗汉结集的场景。                                                                                     |      |
| 22   | 宋       | 圆拱形浅龛                              | 龛内正中雕刻有一坐佛，两侧各雕一弟子。其外侧各雕一菩萨。正壁主佛两侧雕刻飞天两身。主尊背后壁面两侧原雕刻一身飞天，已损毁。     | 无   |
| 23   | 不明     | 平面横长方形平顶龛，前壁有门            | 无 | 无   |
| 24   | 不明     | 方形小浅龛                              | 无 | 无   |

## 风格演变
莲花石窟于唐宋时期共建有24个窟龛。建于唐朝的石窟多为圆拱型小龛，龛楣上浮雕一身或数身坐佛，下方则雕刻着卧狮与供养人。唐朝的佛龛装饰华丽，龛柱上有蟠龙缠绕，龛沿下方雕刻着富有装饰性的花卉图案，尽显华丽之感。余下石窟建于宋朝。宋代窟龛主要为三种类型，为圆拱形龛、横长方形龛和不规则的小龛。圆拱形佛龛延续了唐朝的风格，但比唐朝的更加简单精简。后两种龛形则是根据造像内容来设计建造。单从造像风格上来看，宋代造像雕刻细腻，人物体态端庄修长。值得注意的是，建造于宋朝石窟中有着许多与孝道有关的故事。这是由于宋朝开国以来，宋太宗便提出“以孝治国”，采用司法手段严惩孝道学习，并将孝伦理和孝悌品引入科举考试，使之成为朝廷人才选拔的参照标准。这也就导致孝道故事时时出现于造像中。

## 造像主题
莲花寺中唐朝的造像，如阿弥陀佛，一佛二菩萨等，均映射了阿弥陀佛信仰。宋代造像中最为典型的就是是涅槃图像与罗汉造像。罗汉与涅槃的结合也因此成为了陕北及陇东一带石窟造像的一大特色。另外，在北宋中期，陕北和陇东一带是北宋王朝与西夏的主战场。因此，雕刻者人民祈求为身处战乱中的人民祈求平安和来世的幸福。这样的历史背景反映到佛像身上，形成了宋金时期的儒释道三教合一，这也反映出了当地宗教信仰的多元化。

## 保存现状
如今，泛盐和粉化危害基本遍布了整个莲花寺石窟。此外，雕像的岩壁上也出现了大面积的泛盐与粉化。石窟上部的佛龛的起翘剥脱尤其严重。全窟造像的头部基本缺失。